# Back for the First Time
Albums de Ludacris
Incognegro
(1999) Word of Mouf
(2001)
Singles
1. What's Your Fantasy
Sortie : 12 septembre 2000
2. Southern Hospitality
Sortie : 2 janvier 2001

Back for the First Time est le second album studio de Ludacris, sorti le 17 octobre 2000.
La plupart des morceaux présents sont issus de son projet précédent, Incognegro, sorti en indépendant en 1999.
L'album s'est classé 2e au Top R&B/Hip-Hop Albums et 4e au Billboard 200 et a été certifié triple disque de platine par la Recording Industry Association of America (RIAA) le 7 mai 2002.

## Liste des titres
| No  | Titre                                                                | Contient un (des) sample(s) de                                    | Durée |
| --- | -------------------------------------------------------------------- | ----------------------------------------------------------------- | ----- |
| 1.  | U Got a Problem?                                                     |                                                                   | 4:55  |
| 2.  | Game Got Switched                                                    |                                                                   | 4:09  |
| 3.  | 1st & 10 (featuring Fate Wilson et I-20)                             | Where Did We Go Wrong d'Incognito How High de Method Man & Redman | 3:43  |
| 4.  | What's Your Fantasy (featuring Shawnna)                              | Face Down, Ass Up de Luke featuring 2 Live Crew                   | 4:35  |
| 5.  | Come on Over (Skit)                                                  |                                                                   | 1:03  |
| 6.  | Hood Stuck                                                           |                                                                   | 4:21  |
| 7.  | Get Off Me (featuring Pastor Troy)                                   |                                                                   | 2:45  |
| 8.  | Mouthing Off (featuring 4-Ize)                                       |                                                                   | 3:01  |
| 9.  | Stic 'Em Up (featuring UGK)                                          |                                                                   | 5:05  |
| 10. | Ho (Skit)                                                            |                                                                   | 0:42  |
| 11. | Ho                                                                   | Can't You See de Total featuring The Notorious B.I.G.             | 2:50  |
| 12. | Tickets Sold Out (Skit)                                              |                                                                   | 0:32  |
| 13. | Catch Up (featuring Fate Wilson et I-20)                             |                                                                   | 4:14  |
| 14. | Southern Hospitality (featuring Pharrell Williams)                   |                                                                   | 5:00  |
| 15. | What's Your Fantasy (Remix) (featuring Foxy Brown, Shawnna et Trina) |                                                                   | 4:37  |
| 16. | Phat Rabbit                                                          | Are You That Somebody? d'Aaliyah featuring Timbaland              | 4:58  |